# William A. Dawson
William Adams Dawson, född 5 november 1903 i Layton i Utah, död 7 november 1981 i Salt Lake City i Utah, var en amerikansk republikansk politiker. Han var ledamot av USA:s representanthus 1947–1949 och 1953–1959.
Dawson avlade juristexamen vid University of Utah 1926 och inledde därefter sin karriär som advokat i Salt Lake City. Han var åklagare i Davis County 1926–1934, Laytons borgmästare 1935–1939 och ledamot av Utahs senat 1940–1944. År 1947 efterträdde han J.W. Robinson som kongressledamot och efterträddes 1949 av Reva Beck Bosone. År 1953 tillträdde han på nytt som kongressledamot och efterträddes 1959 av David S. King.